# Lisette Lebon
Pour les articles homonymes, voir Lebon.
Lisette Lebon, née le 24 mars 1922 à Noisy-le-Sec (Seine-Saint-Denis, est une actrice française et décédée en février 2014.

## Filmographie

### Cinéma
- 1947 : Après l'amour de Maurice Tourneur
- 1947 : Et dix de der de Robert Hennion
- 1947 : La Grande Maguet de Roger Richebé
- 1947 : Une nuit à Tabarin de Karl Lamac
- 1948 : Les Aventures des Pieds-Nickelés de Marcel Aboulker
- 1949 : L'Atomique Monsieur Placido de Robert Hennion
- 1949 : La Belle que voilà de Jean-Paul Le Chanois
- 1950 : La Valse de Paris de Marcel Achard : Une dame d'honneur
- 1950 : Cœur-sur-Mer de Jacques Daniel-Norman
- 1950 : Olivia de Jacqueline Audry : Une pensionnaire
- 1950 : Chanson sur mesure de R.T Rostovens - court métrage -
- 1951 : Fortuné de Marseille de Henri Lepage et Pierre Méré
- 1951 : Le Voyage en Amérique de Henri Lavorel : Marguerite
- 1951 : Paris est toujours Paris (Parigi è sempre Parigi) , de Luciano Emmer : Paola
- 1952 : Le Collège en folie de Henri Lepage
- 1952 : Horizons sans fin de Jean Dréville : Jacquotte
- 1954 : La Castiglione de Georges Combret : Luisa
- 1954 : Le Fils de Caroline Chérie de Jean Devaivre
- 1954 : Madame du Barry de Christian-Jaque
- 1954 : Marchandes d'illusions de Raoul André : Sophie
- 1955 : Bonjour sourire de Claude Sautet : La soubrette
- 1955 : Gas-oil de Gilles Grangier : Mauricette Serin
- 1956 : L'Homme et l'Enfant de Raoul André
- 1956 : La Joyeuse Prison de André Berthomieu : Rosette benoît
- 1957 : La Blonde des tropiques de André Roy
- 1957 : Miss Pigalle de Maurice Cam : Elisabeth
- 1957 : Une nuit au Moulin-Rouge de Jean-Claude Roy
- 1958 : La Môme aux boutons de Georges Lautner : Mireille
- 1958 : Sacrée Jeunesse d'André Berthomieu : Odile
- 1960 : Les Amours de Paris de Jacques Poitrenaud
- 1960 : Les Moutons de Panurge de Jean Girault
- 1961 : Le Dernier Quart d'heure de Roger Saltel
- 1961 : La Fille du torrent de Hans Herwig
- 1962 : Les Dimanches de Ville-d'Avray de Serge Bourguignon : Monique
- 1962 : Les Mystères de Paris de André Hunebelle
- 1962 : Le Temps des copains de Robert Guez
- 1962 : Caroline de Jean Lehérissey (Court métrage)
- 1962 : Quai n° 2 de Jean-Claude Roy (Court métrage)
- 1963 : La porteuse de pain de Maurice Cloche : Marianne
- 1964 : L'Amour à la chaîne de Claude de Givray : L'impresario
- 1964 : Les Combinards de Jean-Claude Roy
- 1964 : Les Gorilles de Jean Girault
- 1964 : La grande frousse / La Cité de l'indicible peur de Jean-Pierre Mocky : Une employée au bordel
- 1968 : Adieu l'ami de Jean Herman : Gilberte
- 1971 : La Part des lions de Jean Larriaga

### Télévision
- 1960 : Week-End surprise (Téléfilm) : Colette
- 1961-1962 : Le Temps des copains (Série TV)
- 1967 : Malican, père et fils (Série TV) : La fleuriste